# Augusta de Reuss-Ebersdorf

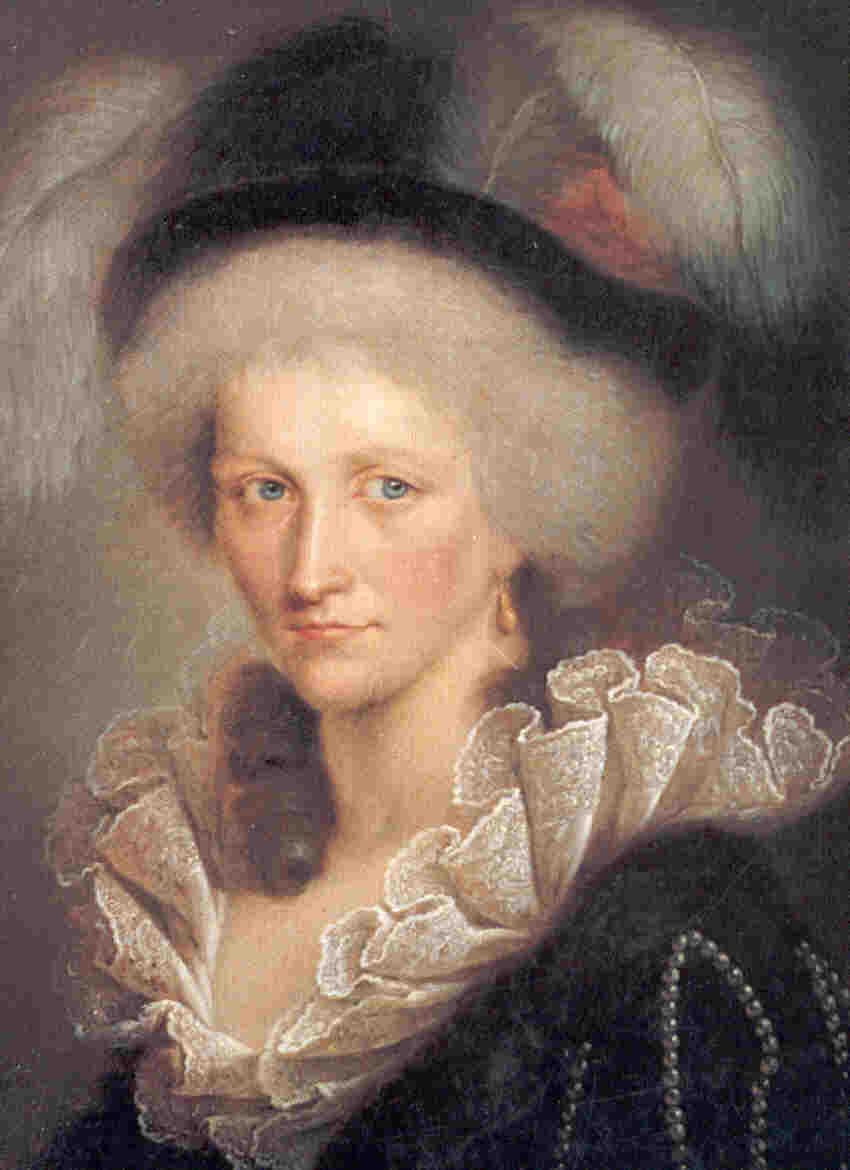
Retrat d'Augusta de Reuss-Ebersdorf

Augusta Carolina de Reuss-Ebersdorf (en alemany Auguste Reuß zu Ebersdorf) va néixer a Ebersdorf el 19 de gener de 1757 i va morir a Coburg el 16 de novembre de 1831. Era filla del comte Enric XXIV de Reuss-Ebersdorf i de la comtessa Carolina Ernestina d'Erbach-Schönberg.

## Matrimoni i fills
El 13 de juny de 1777 es va casar a Ebersdorf amb el duc Francesc I de Saxònia-Coburg-Saalfeld, vidu del seu primer matrimoni amb la princesa Sofía de Saxònia-Hildburghausen. El matrimoni va tenir deu fills: 
- Sofía, comtessa de Mensdorff-Pouilly (19 d'agost de 1778 - 8 de juliol de 1835), casada el 1804 amb el comte Manel de Mensdorff-Pouilly.
- Antonieta, duquessa de Württemberg (28 d'agost de 1779 - 14 de març de 1824), casada el 1798 amb el duc Alexandre de Wüttemberg.
- Juliana (Anna Feodorovna), Gran Duquessa de Rússia (23 de setembre de 1781 - 15 d'agost de 1860), casada el 1796 amb el Gran Duc Constantí Pavlovitx de Rússia, del qual es divorcià el 1820.
- Ernest, (2 de gener de 1784 - 29 de gener de 1844), casat el 1817 amb la princesa Lluïsa de Saxònia-Gotha-Altenburg.
- Ferran, príncep de Koháry (28 de març de 1785 - 27 d'agost de 1851), casat el 1815 amb la princesa hongaresa Maria Antònia Koháry de Csábrág.
- Victòria, duquessa de Kent (17 d'agost de 1786 - 16 de març de 1861, casada primer amb el príncep Emili Carles de Leiningen, i després amb el Príncep Eduard del Regne Unit, duc de Kent.
- Leopold, rei de Bèlgica (16 de desembre de 1790 - 10 de desembre de 1865), casat el 1832 amb la princesa Lluïsa d'Orleans.